# Пшисека (Малопольское воеводство)
Пшисе́ка (пол. Przysieka) — село в Польше в сельской гмине Козлув Мехувского повета Малопольского воеводства.
Село располагается в 3 км от административного центра гмины села Козлув, в 14 км от административного центра повета города Мехув и в 46 км от административного центра воеводства города Краков.
На северной стороне села проходит граница заповедника «Кемпе».

## История
Во время Второй мировой войны в окрестностях села действовал отряд «Dzięcioła» Армии Крайовой. За поддержку польских партизан отряд дивизии СС «Галичина» расстрелял 7 жителей села и сжёг 22 дома.
В 1975—1998 годах село входило в состав Келецкого воеводства.